# Procestheologie
Procestheologie is een theologische stroming die zich ontwikkelde na de Tweede Wereldoorlog en die sterk beïnvloed is door de metafysica van Alfred North Whitehead. Vooral het laatste hoofdstuk uit Whiteheads Process and Reality over God en wereld had een grote invloed. Op godsdienstfilosofisch vlak werkte Charles Hartshorne het procesdenken van Whitehead verder uit en zette hierdoor verder aan tot de echte ontwikkeling van de procestheologie. 
De procestheologie verdedigt een panentheïstisch godsbeeld en reageert sterk tegen het klassieke godsbeeld van een afstandelijke onveranderlijke God. Dit klassiek godsbeeld is volgens de procestheologie te veel beïnvloed door de Griekse filosofie en heeft met de God van de Bijbel niets te maken. Als God werkelijk verbonden is met en betrokken is op de wereld, dan wordt God geraakt door die wereld en dan kan God niet in alle aspecten onveranderlijk zijn. Vanuit de gedachte dat God veranderlijke en onveranderlijke kenmerken heeft komt men in de procestheologie tot een bipolair godsbeeld. Gods primordiale natuur zijn de kenmerken van God als zodanig en Gods ‘consequente natuur’ wordt bepaald door de relatie met deze wereld (de schepping) inclusief de mensen.
Er bestaan gelijkaardige procestheologieën, zoals die van Pierre Teilhard de Chardin, die echter niet verwant zijn met het werk van Whitehead en Hartshorne. De term wordt algemeen gebruikt voor de whiteheadiaanse school. John B. Cobb en David Ray Griffin beschouwt men als de voornaamste procestheologen van vandaag.

## Organisaties
- Process and Faith is een programma van het Center for Process Studies dat de procestheologie op een toegankelijke manier tot verschillende geloofsgemeenschappen wil brengen.
- Process et Foi is een gelijkaardig, maar kleiner Franstalig initiatief van de Belg Freddy Moreau.